# Landsbro
Landsbro är en tätort i Vetlanda kommun i Jönköpings län. Landsbro ligger ca 15 km från Vetlanda.
I Landsbro låg tidigare husfabrikanten Borohus som gick i konkurs i början av 1990-talet.

## Historia
Från Broby till Landsbro
Samhället hette tidigare Broby. Namnet Broby är nämnt redan 1353 som by med kvarn och såg i Lannaskede socken, Östra Härad, Jönköpings län. (Källa gamla Ortsnamnsregistret.)
År 1895 byttes namnet till Landsbro. (Namnet Broby finns dock kvar, som namn på ett område inom Landsbro, där Landsbro skola ligger.)
År 1885 invigdes en ny järnväg mellan Sävsjö och Vetlanda. Broby blev en viktig station längs denna järnväg och hette till att börja med Lannaskede station, som var en förenad post- och järnvägstation. Många mindre orter som Landsbro kunde växa tack vare järnvägens dragning.
Administrativ historik
Landsbro ligger I Vetlanda kommun. Lannaskede socknen blev vid kommunreformen 1862 Lannaskede landskommun. Vid kommunreformen 1952 bildades sju storkommuner runt Vetlanda stad varav Lannaskede (ihopslagning av Lannaskede och Myresjö landskommuner) var en av dessa. Fr o m Kommunreformen 1971 då Vetlanda kommun bildades, upphör Lannaskede landskommun och ingår sedan dess i Vetlanda kommun.

### Befolkningsutveckling
| Befolkningsutvecklingen i Landsbro 1960–2020 | Befolkningsutvecklingen i Landsbro 1960–2020 | Befolkningsutvecklingen i Landsbro 1960–2020 | Befolkningsutvecklingen i Landsbro 1960–2020 | Befolkningsutvecklingen i Landsbro 1960–2020 |
| -------------------------------------------- | -------------------------------------------- | -------------------------------------------- | -------------------------------------------- | -------------------------------------------- |
|                                              |                                              |                                              |                                              |                                              |
| År                                           |                                              |                                              | Folkmängd                                    | Areal (ha)                                   |
| 1960                                         | 1960                                         |                                              | 1 609                                        |                                              |
| 1965                                         | 1965                                         |                                              | 1 665                                        |                                              |
| 1970                                         | 1970                                         |                                              | 1 740                                        |                                              |
| 1975                                         | 1975                                         |                                              | 1 740                                        |                                              |
| 1980                                         | 1980                                         |                                              | 1 693                                        |                                              |
| 1990                                         | 1990                                         |                                              | 1 620                                        | 185                                          |
| 1995                                         | 1995                                         |                                              | 1 523                                        | 186                                          |
| 2000                                         | 2000                                         |                                              | 1 459                                        | 186                                          |
| 2005                                         | 2005                                         |                                              | 1 454                                        | 186                                          |
| 2010                                         | 2010                                         |                                              | 1 426                                        | 185                                          |
| 2015                                         | 2015                                         |                                              | 1 438                                        | 210                                          |
| 2020                                         | 2020                                         |                                              | 1 510                                        | 214                                          |
|                                              |                                              |                                              |                                              |                                              |

## Samhällsservice och övrig service
- Landsbro Skola har elever från förskoleklass till och med årskurs 9.
- Region Jönköpings Län Bra Liv Vårdcentral
- Kronans Apotek Landsbro
- Brobygården Äldreboende (Vetlanda kommun huvudman)
- Livsmedelsaffär ICA Nära Brobyhallen
- Din-X Bensinstation
- Saga Bio biograf
- Ishall (KFK Mekan Arena tidigare kallad Borohallen)
- Landsbro IF Skidklubb Skidspår med konstsnö

Kollektivtrafik
Jönköpings Länstrafik tillhandahåller förbindelser med buss till Vetlanda, Eksjö, Nässjö, Sävsjö m fl. orter samt med tåg till Nässjö, Jönköping, Växjö, Kalmar. 

Via stambanan i Sävsjö och Nässjö har man tåg till Stockholm, Malmö, Köpenhamn Göteborg m fl. städer.

Föreningar i Landsbro (Källa Vetlanda kommuns Föreningsregister)
Idrottsföreningar
Landsbro IF/Fotboll
Landsbro IF/Skidklubb
Kyrklig verksamhet
Landsbro Alliansförsamling
Landsbro Pingstförsamling
Svenska Kyrkan (ej med i föreningsregistret)
Övriga föreningar
Landsbro ortens Jaktv. Förening (Skytte)
Lannaskede Hembygdsförening
Lannaskede Pensionärsförening (Fritidsverksamhet)
Ishockeylaget Team Boro HC spelade i Hockeyallsvenskan. Landsbro IF är Landsbros idrottsförening som bildades 1926.

## Kända personer från Landsbro
- Bosse Bildoktorn Andersson
- Erik Karlsson, ishockeyspelare
- Johan Franzén, ishockeyspelare